# El Capricho (localidad)
El Capricho, o simplemente Capricho, es un caserío chileno de la comuna de Galvarino, Provincia de Cautín, en la Región de La Araucanía. Se ubica a 7 kilómetros de Galvarino y a 19 de Traiguén en la carretera R-76-S, en el límite entre ambas provincias de La Araucanía. 
Con una población de aproximadamente 300 habitantes, cuenta con una escuela, alumbrado público, aceras, recolección de basura y agua potable rural.
La escuela del sector fue remodelada y entregada en abril de 2013. Cuenta con modernas instalaciones y un gimnasio para el uso de todos los caprichanos.